# 戈爾德巴赫河 (阿沙夫河支流)
49°59′26.31″N 9°9′45.63″E / 49.9906417°N 9.1626750°E

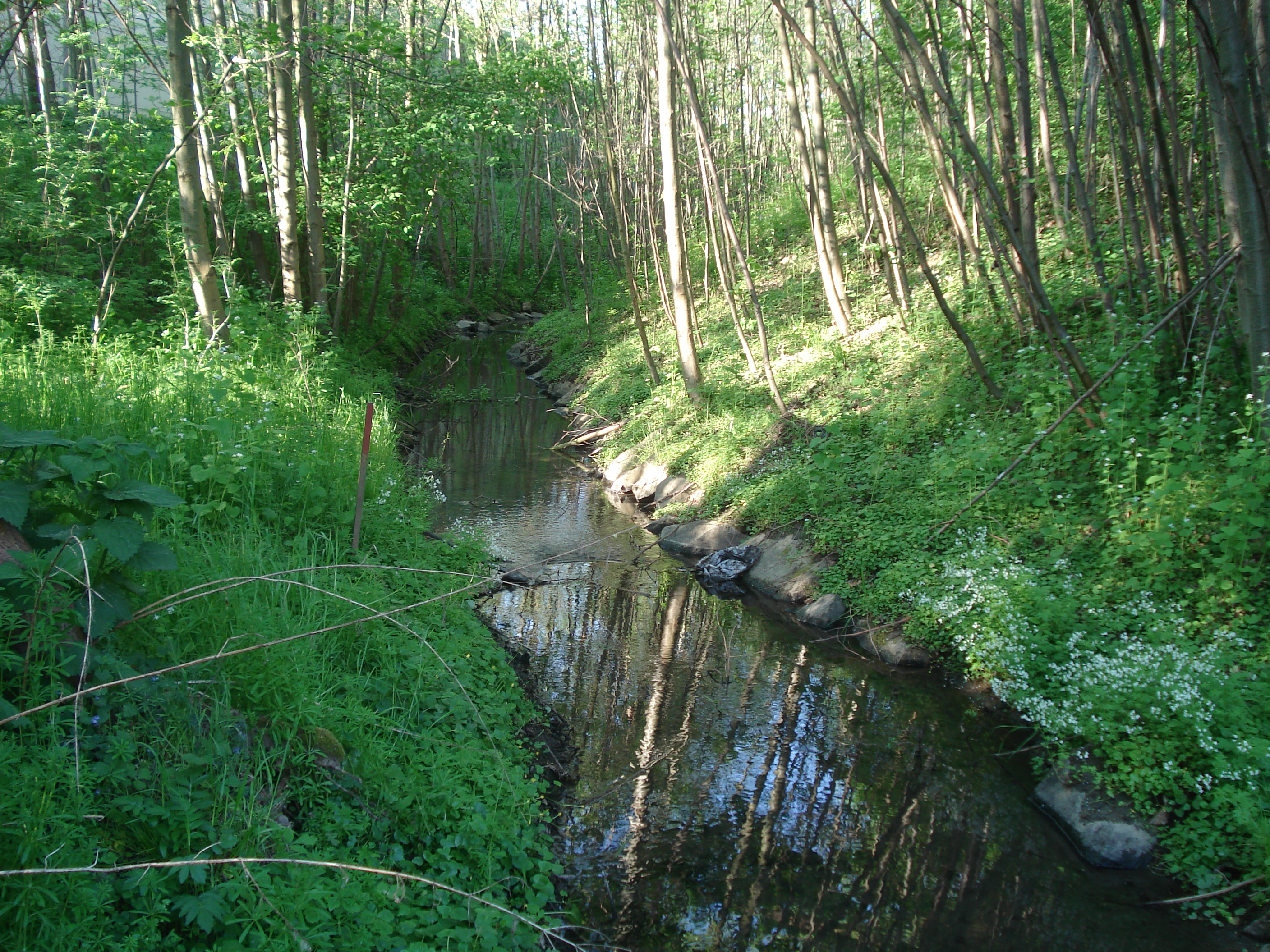

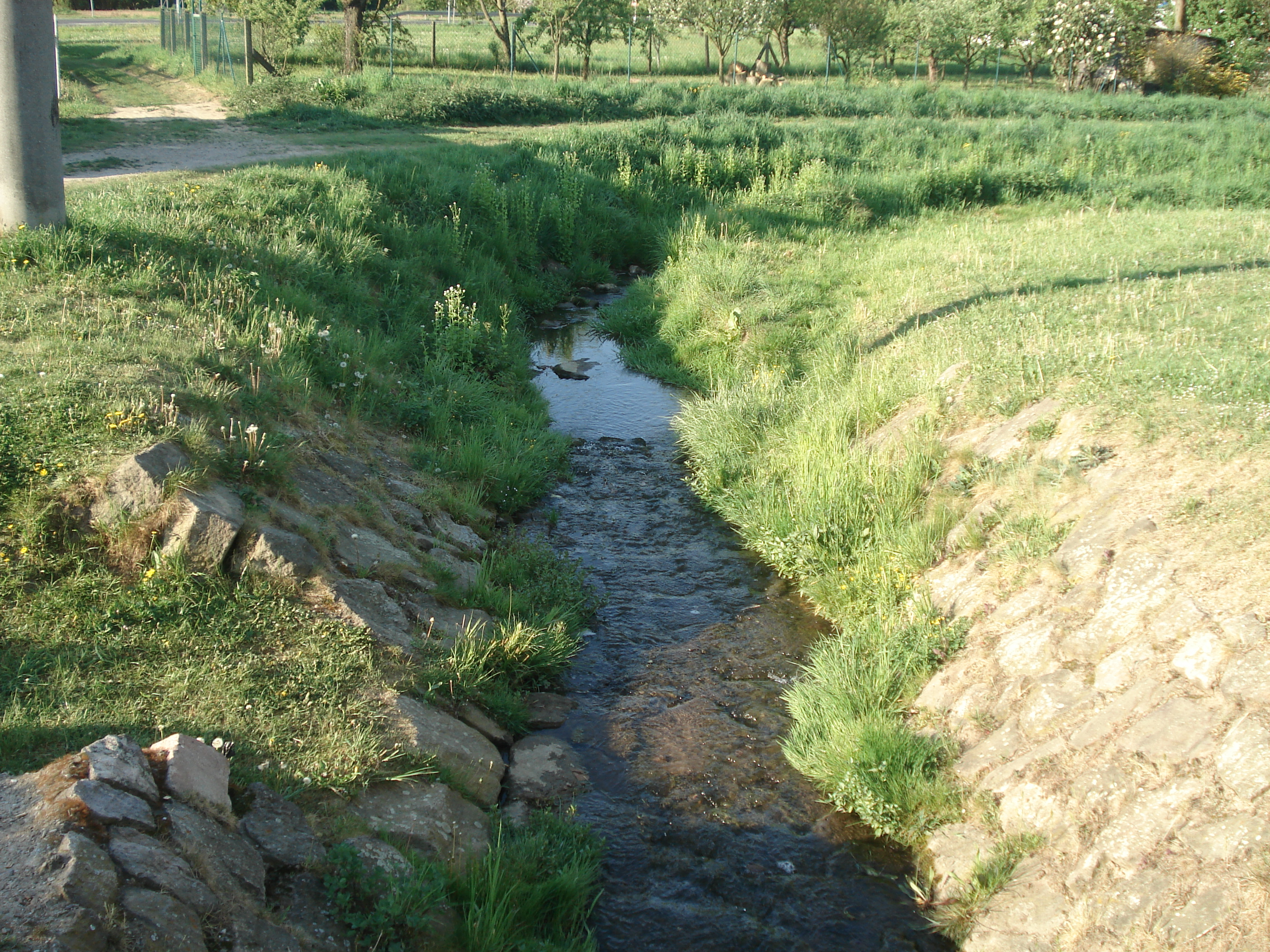

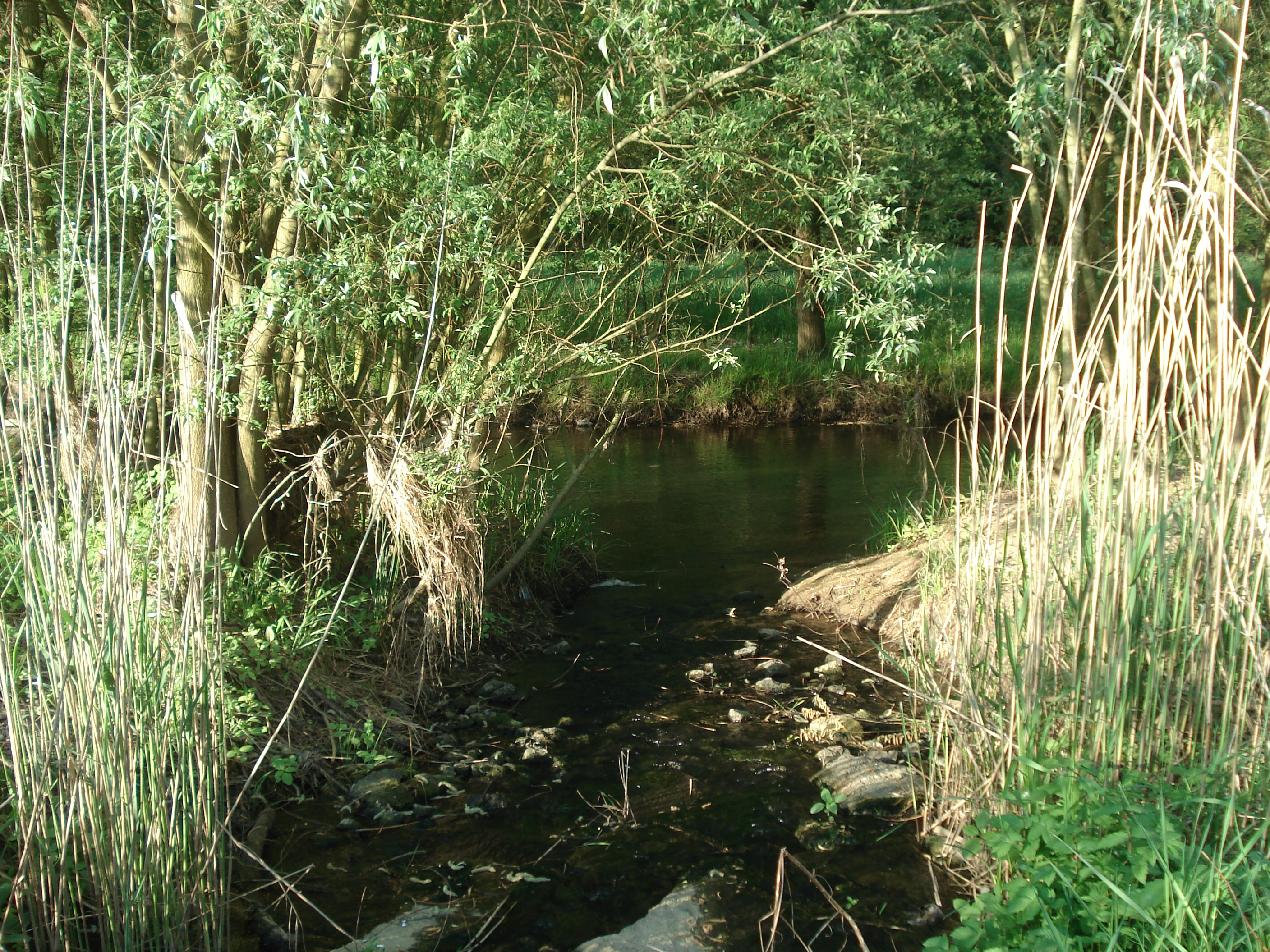

戈爾德巴赫河（德語：Goldbach），是德國的河流，位於該國東南部，由巴伐利亞負責管轄，屬於阿沙夫河的支流，河道全長2.9公里，流域面積3.9平方公里。